# Pískování (golf)

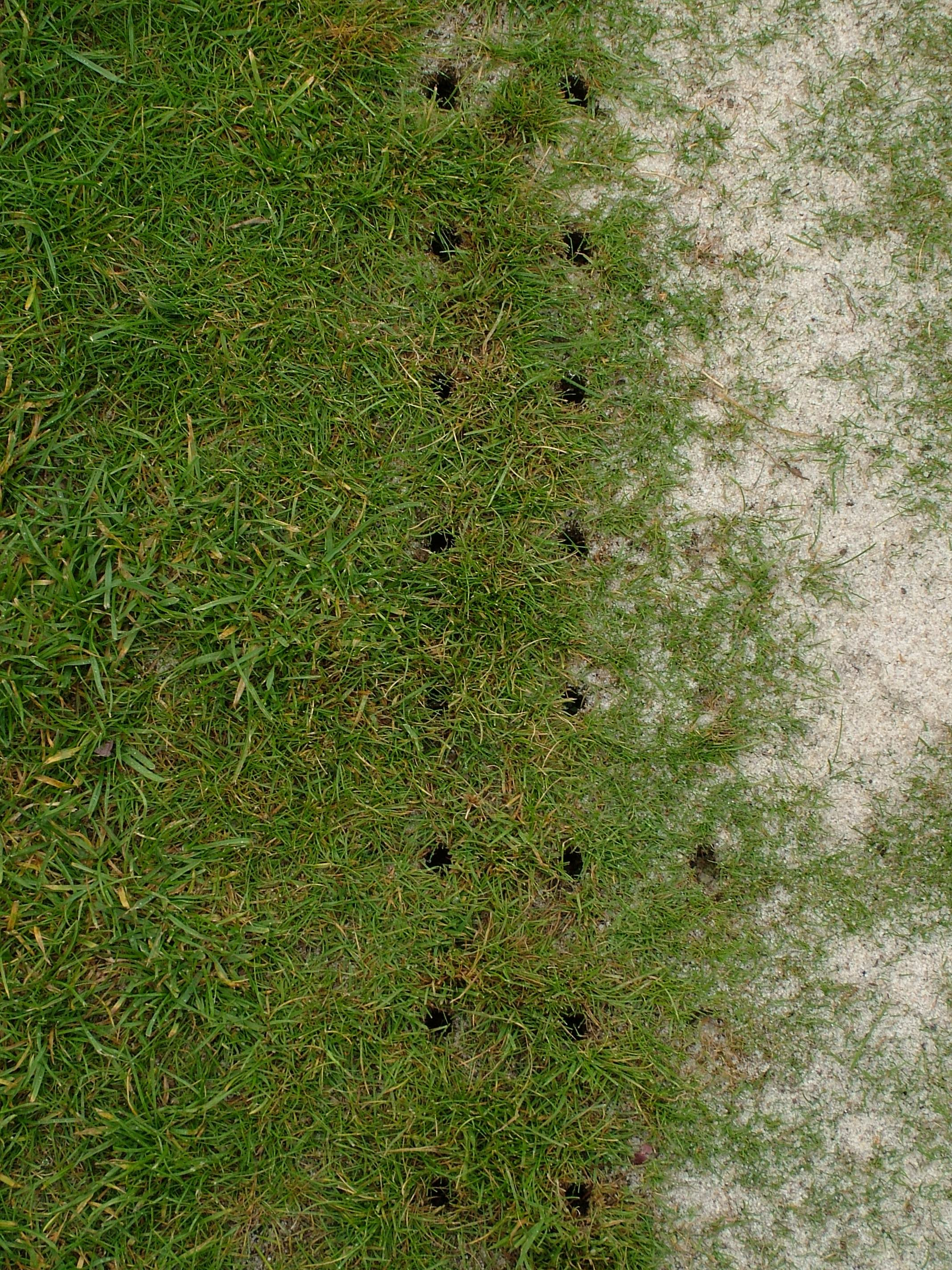
Aerifikace a pískování trávníku, Atrium Golf Club, Trhový Štěpánov

Pískování v golfové terminologii znamená vpravení písku do trávníkového porostu. Používá se na zlepšení kvality trávníkového porostu křemičitým pískem se zrnky o průměru 0-2 mm. Výhody pískování spočívají v lepším okysličování půdy a zabraňuje růstu mechu.
S pískováním souvisí aerifikace a vertikutace.

## Galerie

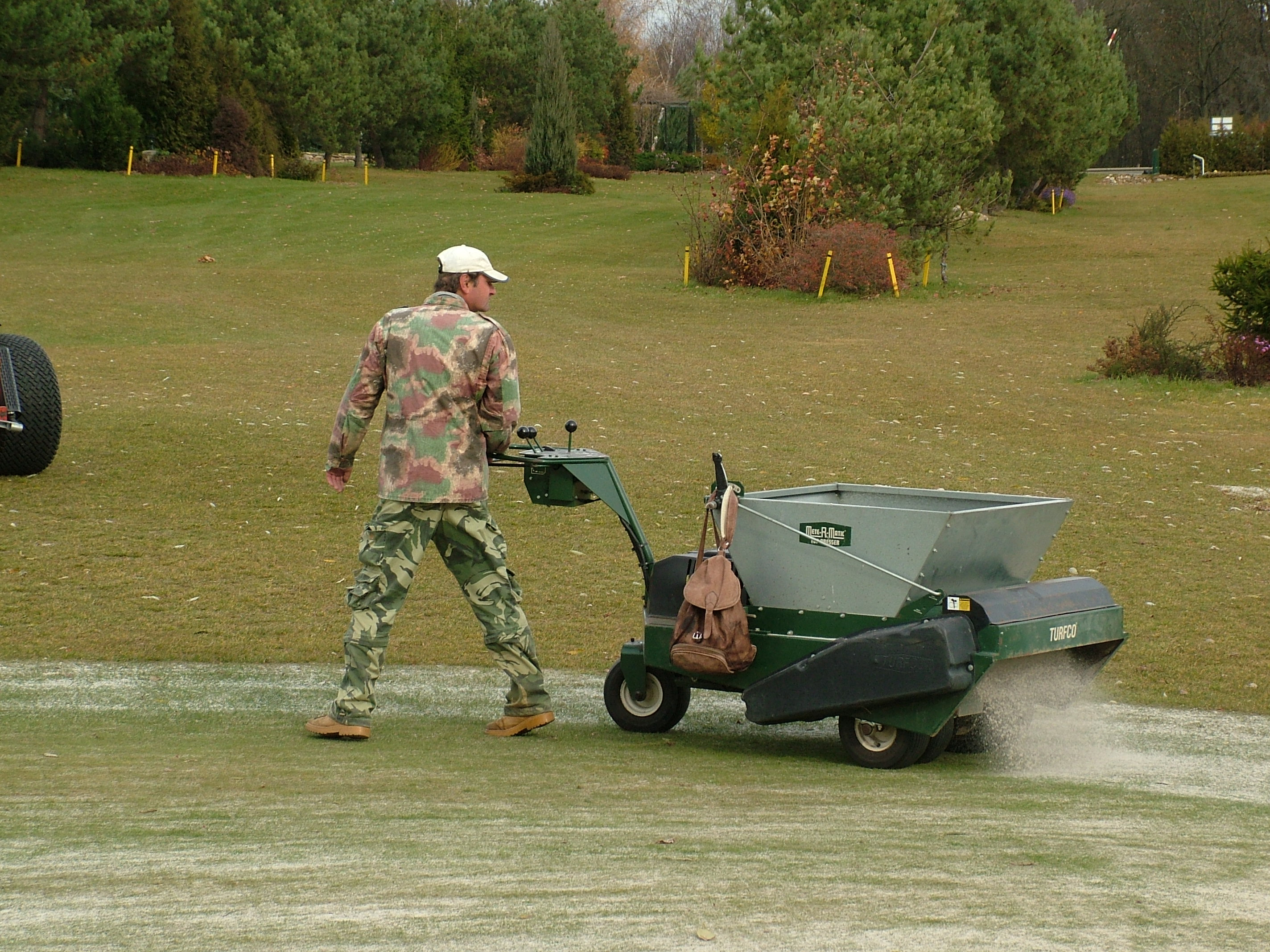
Díry vzniklé aerifikací greenu se zapískují
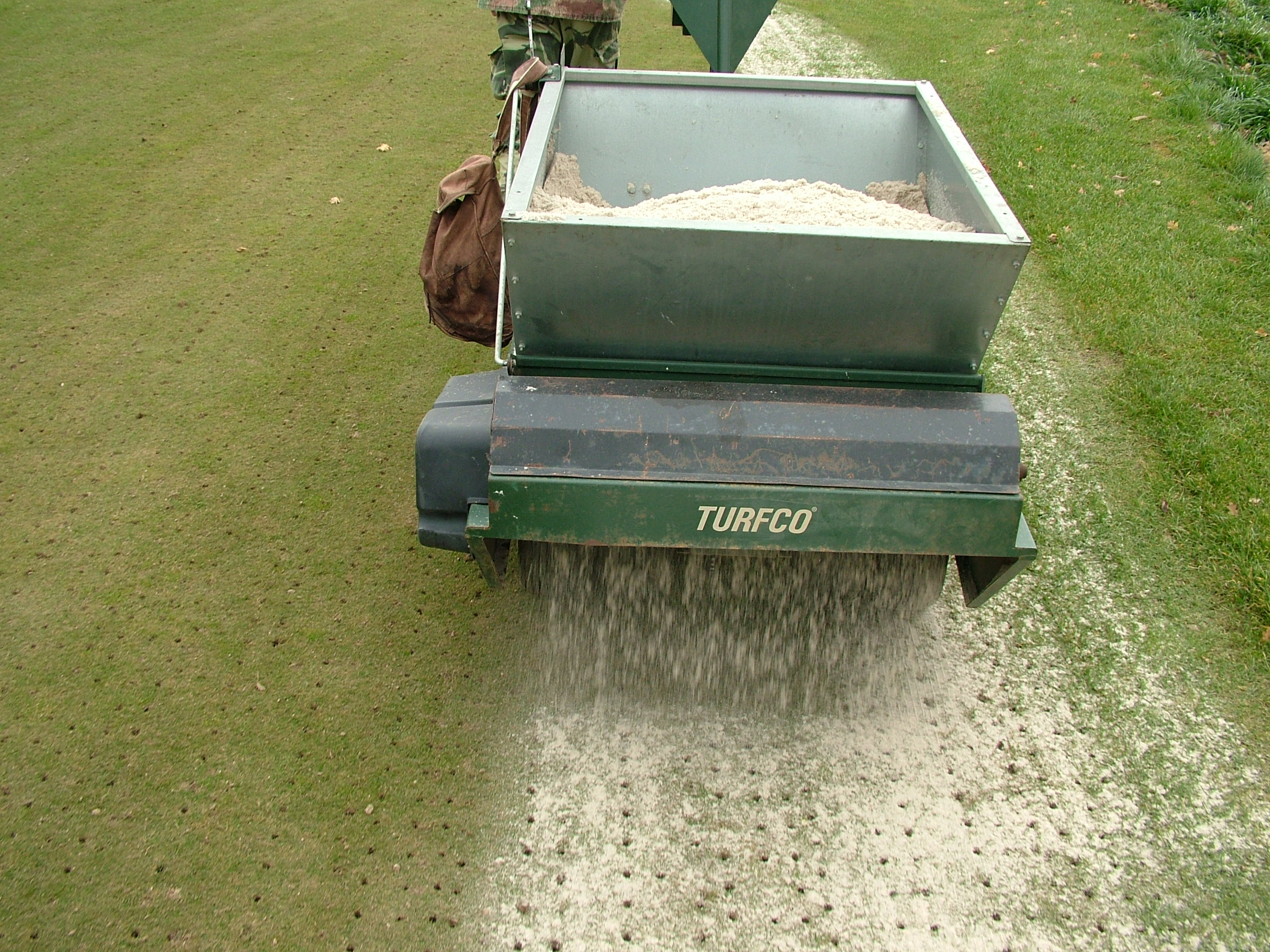
Speciální stroj na pískování
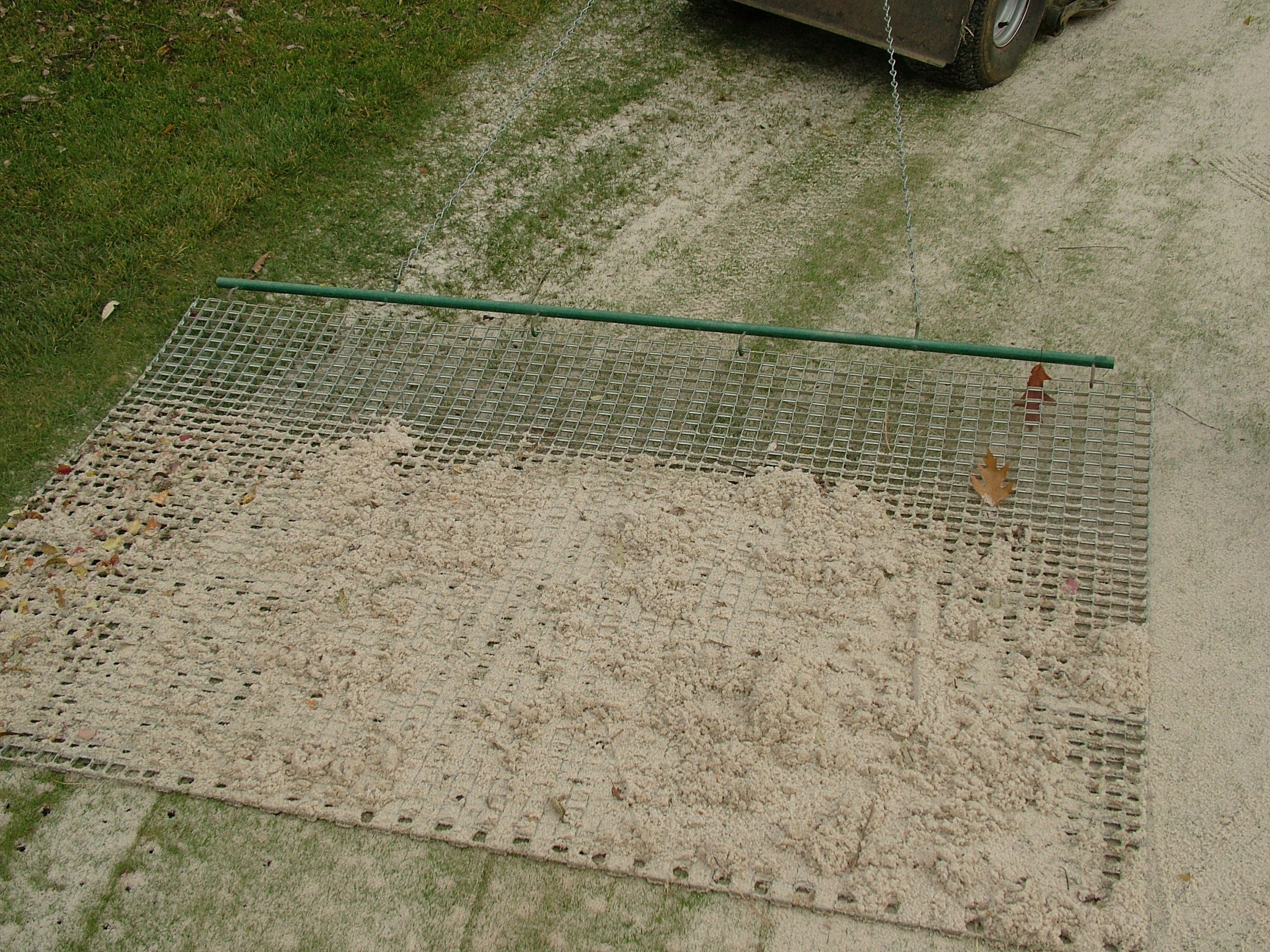
Písek se rozhrnuje speciální sítí
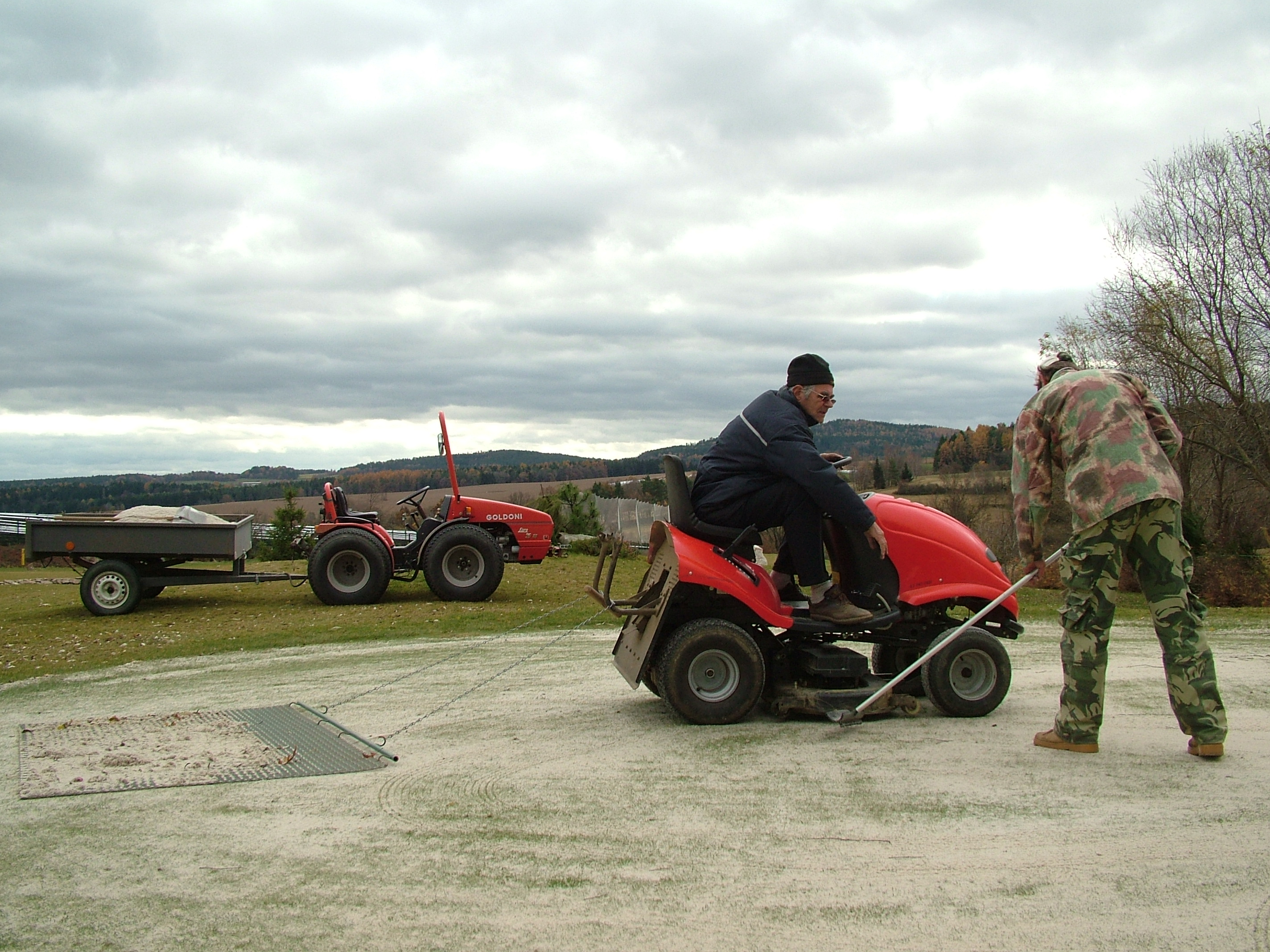
Síť je tažena lehkým traktůrkem